# Tlacuitlapa Chico
Tlacuitlapa Chico är en ort i Mexiko.   Den ligger i kommunen Zongolica och delstaten Veracruz, i den sydöstra delen av landet, 250 km öster om huvudstaden Mexico City. Tlacuitlapa Chico ligger 1 148 meter över havet och antalet invånare är 297.
Terrängen runt Tlacuitlapa Chico är mycket bergig. Runt Tlacuitlapa Chico är det ganska tätbefolkat, med 222 invånare per kvadratkilometer. Närmaste större samhälle är Cuichapa, 19,9 km norr om Tlacuitlapa Chico. I omgivningarna runt Tlacuitlapa Chico växer i huvudsak städsegrön lövskog.